# Quaqua arida
Quaqua arida là một loài thực vật có hoa trong họ La bố ma. Loài này được (Masson) Plowes miêu tả khoa học đầu tiên năm 1993.